# گابور تاکاچ-نادی
گابور تاکاچ-نادی‌ (مجاری: Gábor Takács-Nagy؛ زادهٔ ۱۷ آوریل ۱۹۵۶) یک موسیقی‌دان، آهنگساز، نوازندهٔ ویولن، رهبر ارکستر و مدرس موسیقی اهل مجارستان است.
او دانش‌آموختهٔ آکادمی موسیقی فرانتس لیست و یکی از بنیان‌گذاران اصلی کوارتت تاکاچ است.